# Ligne de Quimperlé à Concarneau
La ligne de Quimperlé à Concarneau était une ligne ferroviaire française à voie métrique du réseau secondaire des Chemins de fer départementaux du Finistère. Elle reliait les gares d'échange de Quimperlé et de Concarneau, via la gare de Pont-Aven.
Elle est mise en service par tronçons de 1903 à 1909 et totalement fermée en 1936. Elle a disparu, seuls subsistent des éléments de l'ancienne infrastructure, comme des bâtiments de gares et des ouvrages d'art.

## Histoire

### Chronologie
- 3 mars 1903, mise en service des 21 km de Quimperlé à Pont-Aven[1]
- 14 juin 1908, mise en service des 17 km de Pont-Aven à Concarneau-Ville[1]
- 1er décembre 1909, mise en service du kilomètre de Concarneau-Ville à Concarneau PO[1].

### Origine
Le chemin de fer arrive dans le sud de la Bretagne et le Finistère le 8 septembre 1863, lors de l'ouverture de la section de Lorient à Quimper, via la gare de Quimperlé, de la future ligne de Savenay à Landerneau par la Compagnie du chemin de fer de Paris à Orléans (PO). Ce n'est que quelques années plus tard, en 1875, que le conseil général du département commence à débattre sur la création d'un réseau de voies ferrées d'intérêt local. En 1886, la création d'une ligne de Quimperlé à Pont-Aven est grossièrement estimée à un million trente-huit mille francs. Elle n'est pas retenue lors de la création du premier réseau.
Les premières lignes d'intérêt local ont un résultat financier positif qui incite le Conseil général à prévoir la construction d'un deuxième réseau. Pour ce projet il invite les ingénieurs à recenser et estimer l'ensemble des lignes intéressantes à construire dans le département. Le 16 avril 1895, l'ingénieur en chef Armand Considère présente un rapport incluant un projet de ligne Concarneau - Quimperlé (37 km) ou Pont-Aven - Quimperlé (20,3 km). C'est le projet le plus court qui est finalement choisi.

## Caractéristiques

### Tracé
Cette ligne quittait la gare PO de Quimperlé pour gagner Pont-Aven, via Moëlan-sur-Mer et Riec-sur-Bélon, franchissant une région vallonnée et le fleuve côtier Bélon près de Pont Guily ; les rampes atteignaient souvent 25 ‰. Enchâssée dans un vallon latéral à la vallée de l'Aven, la ligne franchissait le fleuve côtier au moyen d'un viaduc en maçonnerie de 6 arches et de 95 m de longueur. Desservant par un large détour les villes de Névez, de Trégunc et de Lanriec, la ligne atteignait Concarneau en franchissant la vallée du Moros, puis longeait la ria pour desservir Concarneau-ville, à la jonction du quai Carnot et du quai de l'Aiguillon, gare permettant également la desserte portuaire, puis gagnait, au moyen d'une boucle en rampe et en tranchée, la gare PO de Concarneau. Cette dernière section a été mise à voie normale en 1947.